# 贄湾
贄湾（にえわん）は、三重県南伊勢町にある湾。
熊野灘沿岸に属し、リアス式海岸の入り江が連続する。
伊勢志摩国立公園に属する。湾内に掛かる橋は親子大橋で、南島町のシンボルとなっている。通過地は、国道260号と接している。
湾内ではハマチ、タイ、真珠、海苔、ワカメなどの養殖が行われる。
また、この半島に位置する場所に「贄浦」という地域がある。